# 筏井嘉一
筏井 嘉一（いかだい かいち、1899年（明治32年）12月28日 - 1971年（昭和46年）4月21日）は、富山県高岡市桐木町出身の歌人。父は俳人の筏井竹の門で、長男として生まれた。

## 来歴
高岡中学校を卒業。詩人、童謡作家、歌人である北原白秋の『桐の花』に感銘を受け、1914年（大正3年）に巡礼詩社および短歌雑誌『日光』に入会、白秋に師事する。1921年（大正10年）に上京し、音楽専科の小学校教師として働く。
白秋門下としては珍しく昭和初期のモダニズム短歌運動に同調し、1928年（昭和3年）、歌人の坪野哲久、前川佐美雄らと共に新興歌人連盟を結成。また、村野次郎主宰の歌誌『香蘭』の選者を担当した。1935年（昭和9年）、白秋が創刊した『多磨』に参加を乞われたが辞退。代わりに鈴木杏村(古泉千樫の弟子)を推薦した。1938年（昭和13年）、短歌誌『立春』の創立同人に加わる。
1940年（昭和15年）、坪野哲久、前川佐美雄、佐藤佐太郎、加藤将之、五島美代子、斎藤史、館山一子、常見千香夫、福田栄一と共に合同歌集『新風十人』（八雲書林）に参加。同年『エスプリ』『立春』を著し、『蒼生』を創刊。創刊同人には、ゴジラの原作者として知られる香山滋もいた。同年、歌集『荒栲』を出版し、ヒューマンな感情と流麗なロマン性が話題となった。
戦時下の音楽授業は式歌や軍歌といったものが多かったが、同門の清水たみ子によると嘉一は子どもたちに戦争の歌をうたわせず、学芸会のステージでは村祭りの歌を賑やかにうたわせたという。作風は平易で、あえて難解な短歌を作らなかった。
1945年（昭和20年）、北見志保子と『定型律』創刊。1948年（昭和23年）、『蒼生』を『創生』と改めて復刊。1965年（昭和40年）、歌集『籬雨荘雑歌』を出版し、日本歌人クラブ推薦歌集賞（現在の日本歌人クラブ賞）を受賞。
1971年（昭和46年）4月21日に71歳で死去。『創生』は嘉一没後、弟子の村井憲太郎、杉本三木雄が代表となり、その後「はらぺこあおむし」の翻訳者としても知られる森比左志が引き継いだ。